# Vosgrub
De Vosgrub is een droogdal in Nederlands Zuid-Limburg in de gemeente Gulpen-Wittem. Het dal ligt ten zuidwesten van Gulpen, ten noordwesten van Euverem en bij Reijmerstok dat in het droogdal gelegen is. De Vosgrub ligt in de oostelijke rand van het Plateau van Margraten in de overgang naar het Gulpdal. Ongeveer een kilometer naar het zuiden ligt het Klingendal en op ongeveer een kilometer naar het noorden de Ingbergracht.
Het dal begint aan de zuidwestkant van Reijmerstok en loopt richting het noordwesten om bij Euverem uit te monden in het Gulpdal. Door het dal loopt de Reijmerstokkerdorpsstraat. Op de noordhelling van het dal liggen twee hellingbossen: het Vosbosch en het Osebosch.
Ter hoogte van het Vosbosch wordt het dal overbrug door een viaduct, een restant van de voormalige tramlijn Maastricht - Vaals.

## Geologie
In de Vosgrub komt kalksteen van de Formatie van Gulpen dicht aan het oppervlak. Boven het kalksteenpakket liggen de afzettingen uit het Laagpakket van Simpelveld bestaande uit zand en Maasgrind dat hier door de Oostmaas/Westmaas werden afgezet. Daar bovenop werd löss afgezet uit het Laagpakket van Schimmert.